# شینا انصاری
شینا انصاری (زادهٔ ۱۳۵۲) فعال محیط زیست ایرانی است که در دولت چهاردهم به‌ عنوان معاون رئیس‌جمهور و رئیس سازمان حفاظت محیط زیست فعالیت می‌کند. او دارای دکتری رشته مدیریت محیط زیست است و برخی از دوره‌های تخصصی این رشته را در کشورهایی مانند ژاپن، اتریش و امارات گذرانده است.

## زندگی شخصی و تحصیلات
انصاری در ۱۳۵۲ در تهران به دنیا آمد. مادرش دبیر شیمی و پدرش دبیر زبان انگلیسی در دبیرستان‌های آمل مازندران بوده‌اند. او دوران کودکی و نوجوانی خود را در شهر مادری‌اش، آمل سپری کرد. او مقطع کارشناسی را در رشته مهندسی کشاورزی گیاه‌پزشکی در سال ۱۳۷۵ در دانشگاه بوعلی سینا، همدان به پایان رساند و در سال ۱۳۷۸ مدرک کارشناسی ارشد را در رشته مهندسی کشاورزی گرایش بیماری‌شناسی گیاهی از دانشگاه آزاد اسلامی واحد علوم و تحقیقات تهران دریافت کرد؛ وی مدرک دکتری رشته مدیریت محیط زیست را نیز از همان دانشگاه اخذ کرد. عنوان رساله دکترای وی، تدوین راهبردهای زیست‌محیطی مدیریت سموم ارگانوفسفره روی برنج در استان مازندران بود.
انصاری از بهبودیافتگان از سرطان است و کتاب گت مریضی را در این باره نوشته است.

## کار
انصاری در آزمون استخدامی سازمان حفاظت محیط زیست در سال ۱۳۷۹ پذیرفته شد و به عنوان کارشناس محیط زیست به استخدام این سازمان درآمد. او در اسفند ۱۳۸۱ به عنوان سرپرست اداره تازه‌تاسیس محیط زیست شهرستان ری منصوب شد و در سال ۱۳۸۴ در مسئولیت سرپرست اداره محیط زیست تهران و سپس معاون اداره کل محیط زیست استان تهران قرار گرفت. وی در سال ۱۳۸۹ به سمت معاونت فنی اداره کل محیط زیست استان البرز و در سال ۱۳۹۲ به عنوان مدیرکل دفتر پایش فراگیر آلودگی سازمان حفاظت محیط زیست منصوب شد. ایجاد سامانه پایش کیفی هوای کشور، بسط و گسترش پایش آلاینده‌های محیط زیست، ارتقای وضعیت آزمایشگاه‌های معتمد محیط زیست، بهبود عملکرد خوداظهاری صنایع و تدوین چندین استاندارد شاخص محیط زیست و مشارکت در تهیه قانون هوای پاک و آیین‌نامه‌های اجرایی آن، قانون حفاظت از خاک از فعالیت‌های انصاری در طول دوره شش ساله مسئولیت مدیرکلی دفتر پایش فراگیر بوده است.
انصاری دورهٔ تخصصی آلودگی هوا و پایش گازهای گلخانه‌ای را در ژاپن در سال‌های ۲۰۰۴ و ۲۰۱۶ گذارنده است. دوره‌های تغییر اقلیم و ساختمان‌های سبز (سنگاپور)، محیط زیست دریایی منطقه راپمی (امارات)، حفاظت از لایه ازن (ژاپن) و همچنین فناوری‌های سبز (اتریش) از جمله دوره‌های آموزشی ضمن خدمت وی است.

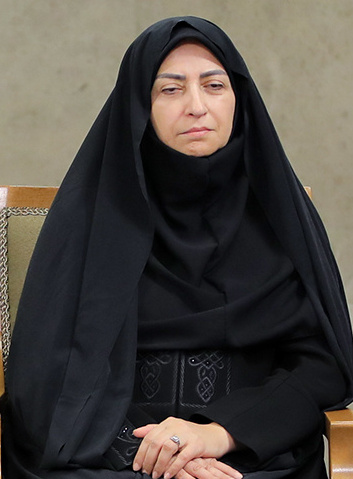
انصاری در دیدار هیئت دولت با سید علی خامنه‌ای، ۱۴۰۳

انصاری در سال ۱۳۹۸ به عنوان مدیرکل محیط زیست و توسعه پایدار شهرداری تهران منصوب شد. مسعود پزشکیان، رئیس دولت چهاردهم، در ۱ شهریور ۱۴۰۳ انصاری را به سمت معاون رئیس‌جمهور و رئیس سازمان حفاظت محیط زیست گماشت.